# Klientstat
En klientstat är en stat som är ekonomiskt, politiskt eller militärt underordnad en annan mäktigare stat i internationella relationer. Som klientstat räknas: satellitstat, associerad stat, vasallstat, ”neo-colony” (eng. term), protektorat och ”tributary state” (eng. term).